# Busana
Busana é uma comuna italiana da região da Emília-Romanha, província de Reggio Emilia, com cerca de 1.352 habitantes. Estende-se por uma área de 30,38 km², tendo uma densidade populacional de 45 hab/km². Faz fronteira com Castelnovo ne' Monti, Collagna, Ligonchio, Ramiseto, Villa Minozzo.

## Demografia
| Variação demográfica do município entre 1861 e 2011                               |
|                                                                                   |
| Fonte: Istituto Nazionale di Statistica (ISTAT) - Elaboração gráfica da Wikipedia |